# Ectobius kikuyuensis
Ectobius kikuyuensis es una especie de cucaracha del género Ectobius, familia Ectobiidae.

## Distribución
Esta especie se encuentra en Sudán, Uganda y Kenia.